# Заболотний Юрій Михайлович
Ю́рій Миха́йлович Заболо́тний (* 2 травня 1958 — †17 січня 2009) — майстер спорту міжнародного класу, екс-чемпіон світу з пауерліфтингу серед ветеранів. Був підприємцем. Убитий у віці 50 років.